# Kotlinki
Kotlinki – wieś w Polsce położona w województwie łódzkim, w powiecie zduńskowolskim, w gminie Szadek. 
Przez miejscowość przebiega droga wojewódzka nr 710.
W latach 1975–1998 miejscowość należała administracyjnie do województwa sieradzkiego.
Urodził się tu prof. Wiesław Puś – historyk, wykładowca Uniwersytetu Łódzkiego (w latach 2002–2008 rektor).